# Ramaz Paliani
Ramaz Paliani (in georgiano რამაზ ფალიანი?, turco Ramazan Palyani, in russo Рамаз Палияни?, Ramaz Palijani; Mest'ia, 21 agosto 1973) è un pugile georgiano, campione del mondo ed europeo nella categoria pesi piuma.
Ha rappresentato la Georgia, la Turchia e la Russia in competizioni internazionali.
È soprannominato "Razzamatazz".